# Escudo de Moguer

Escudo de Moguer

El escudo de Moguer es el escudo actualmente oficial de la ciudad de Moguer (Huelva), y que fue aprobado por la corporación municipal en pleno el 24 de julio de 1996, y posteriormente fue ratificado por la Junta de Andalucía el 15 de octubre de 1996.

## Blasonamiento
Quince puntos de ajedrez de oro y azur, bordura componada de Castilla y León. Al timbre corona real cerrada.